# Кім Тхе Рі
Кім Тхе Рі (кор. 김태리, 金泰梨, нар. 24 квітня 1990, Сеул, Республіка Корея) — південнокорейська акторка.

## Біографія
Кім Тхе Рі народилася 24 квітня 1990 року у столиці Республіки Корея місті Сеул. Свою акторську кар'єру вона розпочала у 2014 році зі зйомок у короткометражних фільмах. Проривною в акторській кар'єрі для Тхе Рі стала одна з головних ролей у фільмі «Служниця», на яку її затвердив режисер Пак Чхан Ук відібравши серед 1500 претенденток на цю роль. Роль у цьому фільмі зробила Тхе Рі впізнаваною далеко за межами батьківщини та принесла акторці численні нагороди кінофестивалів.
У 2018 році вона зіграла головну роль у фільмі «Маленький ліс», в якому зіграла дівчину яка кинула перспективну роботу в столиці та повернулася в рідний дім у селі. У тому ж році вона зіграла головну жіночу роль у популярному мелодраматичному серіалі «Mr. Sunshine», що з липня до кінця вересня транслювався на кабельному каналі tvN.

## Фільмографія

### Телевізійні серіали
| Рік  | Назва                          | Роль            | Мережа |
| ---- | ------------------------------ | --------------- | ------ |
| 2016 | «Антураж»                      | камео (1 серія) | tvN    |
| 2018 | «Mr. Sunshine»                 | Ко Е Сін        | tvN    |
| 2022 | «Двадцять п'ять двадцять один» | На Хї До        | tvN    |

### Фільми
| Рік  | Назва                     | Роль           |
| ---- | ------------------------- | -------------- |
| 2014 | «На що ти дивишся?»       | старшокласниця |
| 2015 | «Хто це?»                 |                |
| 2015 | «Блокування»              | жінка          |
| 2015 | «Мун Йон»                 | Мун Йон        |
| 2016 | «Служниця»                | Сук Хї         |
| 2017 | «1987: Коли настане день» | Йон Хї         |
| 2018 | «Маленький ліс»           | Хьо Вон        |
| 2021 | «Космічні чистильники»    |                |
| 2022 | «Алієноїд»                | Лі Ан          |

## Нагороди
| Рік  | Нагорода                                                | Категорія                                               | Робота                         | Результат | Прим.  |
| ---- | ------------------------------------------------------- | ------------------------------------------------------- | ------------------------------ | --------- | ------ |
| 2016 | 16-та Режисерська премія                                | Краща нова акторка                                      | «Служниця»                     | Перемога  | [ 8 ]  |
| 2016 | 25-та Кінопремія Буїль                                  | Краща нова акторка                                      | «Служниця»                     | Перемога  | [ 9 ]  |
| 2016 | 17-та Премія пусанських кінокритиків                    | Краща нова акторка                                      | «Служниця»                     | Перемога  | [ 10 ] |
| 2016 | 37-ма Кінопремія Блакитний дракон                       | Краща нова акторка                                      | «Служниця»                     | Перемога  | [ 11 ] |
| 2016 | 17-й Фестиваль жінка у корейському кіно                 | Краща нова акторка                                      | «Служниця»                     | Перемога  | [ 12 ] |
| 2016 | Премія журналу Cine 21                                  | Краща нова акторка                                      | «Служниця»                     | Перемога  | [ 13 ] |
| 2017 | 8-ма Премія Корейської асоціації кінорепортерів (KOFRA) | Краща нова акторка                                      | «Служниця»                     | Перемога  | [ 14 ] |
| 2017 | 6-й Кінофестиваль Marie Claire                          | Кращий новачок                                          | «Служниця»                     | Перемога  |        |
| 2017 | 11-та Азійська кінопремія                               | Кращий новачок                                          | «Служниця»                     | Перемога  | [ 15 ] |
| 2017 | 53-тя Премія мистецтв Пексан                            | Краща нова кіноакторка                                  | «Служниця»                     | Номінація | [ 16 ] |
| 2017 | 22-га Премія мистецького кіно Chunsa                    | Краща нова акторка                                      | «Служниця»                     | Номінація |        |
| 2017 | 17-й Корейський всесвітній молодіжний кінофестиваль     | Фаворітна нова акторка                                  | «Служниця»                     | Перемога  | [ 17 ] |
| 2017 | 2-га Премія азійський артист                            | Кращий артист                                           | Н/Д                            | Перемога  | [ 18 ] |
| 2018 | 54-та Премія мистецтв Пексан                            | Краща кіноакторка                                       | «Маленький ліс»                | Номінація | [ 19 ] |
| 2018 | 27-ма Кінопремія Буїль                                  | Краща акторка                                           | «Маленький ліс»                | Номінація | [ 20 ] |
| 2018 | 39-та Кінопремія Блакитний дракон                       | Краща акторка                                           | «Маленький ліс»                | Номінація | [ 21 ] |
| 2018 | 18-та Режисерська премія                                | Акторока року                                           | «Маленький ліс»                | Перемога  | [ 22 ] |
| 2018 | 2-й Фестиваль мистецького кіно Shinfilm                 | Нагорода імені Чхве Ин Хі                               | «Маленький ліс»                | Перемога  | [ 23 ] |
| 2018 | 18-й Корейський всесвітній молодіжний кінофестиваль     | Популярна акторка                                       | «Маленький ліс»                | Перемога  | [ 24 ] |
| 2018 | 13-й Університетський кінофестиваль у Кореї             | Нагорода за гру                                         | «Маленький ліс»                | Перемога  | [ 25 ] |
| 2018 | 23-тя Премія мистецького кіно Chunsa                    | Краща акторка                                           | «1987: Коли настане день»      | Номінація | [ 26 ] |
| 2018 | 55-а Премія Великий дзвін                               | Краща акторка                                           | «1987: Коли настане день»      | Номінація | [ 27 ] |
| 2018 | 2-га Сеульська премія                                   | Краща кіноакторка другого плану                         | «1987: Коли настане день»      | Номінація | [ 28 ] |
| 2018 | 2-га Сеульська премія                                   | Краща нова акторка драми                                | «Mr. Sunshine»                 | Номінація | [ 28 ] |
| 2018 | 11-та Премія корейської драми                           | Краща нова акторка                                      | «Mr. Sunshine»                 | Номінація | [ 29 ] |
| 2018 | 6-та Премія «Зірок МААТР»                               | Краща нова акторка                                      | «Mr. Sunshine»                 | Перемога  | [ 30 ] |
| 2018 | 6-та Премія «Зірок МААТР»                               | Премія K-Star                                           | «Mr. Sunshine»                 | Номінація | [ 31 ] |
| 2018 | 24-та Премія корейської популярної культури та мистецтв | Нагорода від міністра культури, спорту та туризму Кореї | Н/Д                            | Перемога  |        |
| 2019 | 55-та Премія мистецтв Пексан                            | Краща акторка телебачення                               | «Mr. Sunshine»                 | Номінація | [ 32 ] |
| 2019 | Премія мистецького кіно Chunsa                          | Краща акторка                                           | «Маленький ліс»                | Номінація |        |
| 2022 | 8-ма Премія «Зірок МААТР»                               | Нагорода за високу майстерність (акторка мінісеріалу)   | «Двадцять п'ять двадцять один» | Номінація |        |
| 2022 | 8-ма Премія «Зірок МААТР»                               | Нагорода популярна зірка (акторка)                      | «Двадцять п'ять двадцять один» | Номінація |        |
| 2022 | 58-ма Премія мистецтв Пексан                            | Краща акторка телебачення                               | «Двадцять п'ять двадцять один» | Перемога  | [ 33 ] |
| 2022 | 58-ма Премія мистецтв Пексан                            | Найпопулярніша акторка                                  | «Двадцять п'ять двадцять один» | Перемога  | [ 33 ] |
| 2022 | Премія Бренд року                                       | Найкраща акторка                                        | Кім Тхе Рі                     | Перемога  |        |
| 2022 | 31-ша Кінопремія Буїль                                  | Популярна зірка (жінки)                                 | «Алієноїд»                     | Номінація |        |
| 2022 | Премія Світло-кіно                                      | Акторка року                                            | «Двадцять п'ять двадцять один» | Перемога  |        |
| 2022 | Корейська премія рекламодавців                          | Рекламна модель                                         | Кім Тхе Рі                     | Перемога  |        |
| 2022 | Премія прес-фото KOPA & NIKON                           | Фотогенічна людина року                                 | Кім Тхе Рі                     | Перемога  |        |
| 2022 | 13-та Премія корейської драми                           | Головний приз (Тесан)                                   | «Двадцять п'ять двадцять один» | Номінація |        |